# 青森県第1区
青森県第1区（あおもりけんだい1く）は、日本の衆議院議員総選挙における選挙区。1994年（平成6年）の公職選挙法改正で設置。

## 区域

### 現在の区域
2017年（平成29年）公職選挙法改正以降の区域は以下のとおりである。
- 青森市
- むつ市
- 東津軽郡
- 上北郡
  - 野辺地町
  - 横浜町
  - 六ケ所村
- 下北郡

### 2017年以前の区域
2013年（平成25年）公職選挙法改正から2017年の小選挙区改定までの区域は以下のとおりである。
- 青森市（旧浪岡町域を除く平成の大合併前の旧青森市域）
  - 本庁管内
  - 横内・浜館・奥内・原別・後潟・野内の各支所管内
- 五所川原市
- 東津軽郡
- 北津軽郡

1994年（平成6年）公職選挙法改正から2013年の小選挙区改定までの区域は以下のとおりである。
- 青森市
- 五所川原市
- 東津軽郡
- 北津軽郡

## 歴史
中選挙区の旧1区時代は田名部匡省、大島理森の八戸勢に、青森が地盤の津島雄二、竹中修一、革新系の関晴正、その後継の今村修らが争っていた。
小選挙区に移行後は2005年まで自民党津島派の領袖で、厚生大臣や自民党税制調査会長を務めた津島が連続当選し、都市部を中心に頻発している1区現象とは無縁であった。1996年は社民党の前職今村が敗れ、2000年の選挙では戸来勉が非自民勢力集結のため2区を後の青森県知事である三村申吾に譲り、1区に鞍替えするも敗戦。大学教授の横山北斗は、2003年青森県知事選挙に無所属・民主党推薦で出馬し、敗れるも善戦し知名度を上げた。県知事選での横山の票は、弘前の4区よりも当1区のほうが多かった。その4か月後に行われた総選挙で、横山は1区から無所属で立候補した。結果敗れはしたものの、津島に6,712票差まで迫る惜敗であった。戸来と今村は横山の票の5分の1しか取れず、引退した。2005年郵政民営化選挙で横山は小選挙区では自民党への追い風もあり前回よりも差を広げられたものの、比例で復活初当選となった。
2009年にはその津島が解散を目前に引退を表明し、公募による選択という形で息子の淳を立てようとするが、世襲批判を受けて、自民党本部は公認しなかった。結局、保守系無所属の升田世喜男との保守分裂の形となり、横山が選挙区の議席を奪取した。2012年は全国的な自民党優勢の中、晴れて公認を得た淳が初当選した。2014年も淳が維新の党から立候補した升田に3,787票差まで詰め寄られながらも当選、升田も比例復活で初めて議席を得た。
第48回衆議院議員総選挙から区割りが変更され、自民党は候補者調整が難航するも淳と旧2区を地盤にしていた江渡聡徳がコスタリカ方式で交互に立候補することで決着。江渡は比例東北ブロックで単独立候補し、選挙区は淳が4万票近く票を伸ばし3選。升田は比例復活もならず落選した。なお他選挙区における調整ではいずれもコスタリカ方式を採用しておらず、2019年に宮川典子の死去により従前より採用されていた山梨県第1区のコスタリカ方式が解消されたことに伴い、2024年時点で唯一のコスタリカ方式採用選挙区となっている。
第49回衆議院議員総選挙では逆に淳が比例東北ブロックで当選、江渡が選挙区で升田を寄せ付けずに完勝した。
第50回衆議院議員総選挙で今度は江渡が比例東北ブロックで当選、淳は選挙区で当選したものの、自民党の裏金問題の影響で升田に5,054票差まで詰め寄られ比例復活での返り咲きを許した。

## 小選挙区選出議員
| 選挙名                 | 年                 | 当選者   | 党派       | 備考   |
| ---------------------- | ------------------ | -------- | ---------- | ------ |
| 第41回衆議院議員総選挙 | 1996年（平成8年）  | 津島雄二 | 自由民主党 | 旧区域 |
| 第42回衆議院議員総選挙 | 2000年（平成12年） | 津島雄二 | 自由民主党 | 旧区域 |
| 第43回衆議院議員総選挙 | 2003年（平成15年） | 津島雄二 | 自由民主党 | 旧区域 |
| 第44回衆議院議員総選挙 | 2005年（平成17年） | 津島雄二 | 自由民主党 | 旧区域 |
| 第45回衆議院議員総選挙 | 2009年（平成21年） | 横山北斗 | 民主党     | 旧区域 |
| 第46回衆議院議員総選挙 | 2012年（平成24年） | 津島淳   | 自由民主党 | 旧区域 |
| 第47回衆議院議員総選挙 | 2014年（平成26年） | 津島淳   | 自由民主党 | 旧区域 |
| 第48回衆議院議員総選挙 | 2017年（平成29年） | 津島淳   | 自由民主党 |        |
| 第49回衆議院議員総選挙 | 2021年（令和3年）  | 江渡聡徳 | 自由民主党 |        |
| 第50回衆議院議員総選挙 | 2024年（令和6年）  | 津島淳   | 自由民主党 |        |

## 選挙結果
時の内閣：第1次石破内閣 解散日：2024年10月9日 公示日：2024年10月15日
当日有権者数：32万7885人 最終投票率：52.07%（前回比：0.23%） （全国投票率：53.85%（2.08%））
| 当落 | 候補者名   | 年齢 | 所属党派   | 新旧 | 得票数   | 得票率 | 惜敗率 | 推薦・支持               | 重複 |
| ---- | ---------- | ---- | ---------- | ---- | -------- | ------ | ------ | ------------------------ | ---- |
| 当   | 津島淳     | 58   | 自由民主党 | 前   | 76,265票 | 46.03% | ――     | 公明党推薦               | ○    |
| 比当 | 升田世喜男 | 67   | 立憲民主党 | 元   | 71,211票 | 42.98% | 93.37% | 社会民主党青森県連合推薦 | ○    |
|      | 斎藤美緒   | 44   | 日本共産党 | 新   | 18,212票 | 10.99% | 23.88% |                          |      |

時の内閣：第1次岸田内閣 解散日：2021年10月14日 公示日：2021年10月19日
当日有権者数：34万2174人 最終投票率：51.84%（前回比：2.21%） （全国投票率：55.93%（2.25%））
| 当落 | 候補者名   | 年齢 | 所属党派   | 新旧 | 得票数   | 得票率 | 惜敗率 | 推薦・支持 | 重複 |
| ---- | ---------- | ---- | ---------- | ---- | -------- | ------ | ------ | ---------- | ---- |
| 当   | 江渡聡徳   | 66   | 自由民主党 | 前   | 91,011票 | 52.41% | ――     | 公明党推薦 | ○    |
|      | 升田世喜男 | 64   | 立憲民主党 | 元   | 64,870票 | 37.35% | 71.28% |            | ○    |
|      | 斎藤美緒   | 41   | 日本共産党 | 新   | 17,783票 | 10.24% | 19.54% |            |      |

- 津島は比例単独で立候補し当選。

時の内閣：第3次安倍第3次改造内閣 解散日：2017年9月28日 公示日：2017年10月10日
当日有権者数：35万6933人 最終投票率：54.05%（前回比：9.34%） （全国投票率：53.68%（1.02%））
| 当落 | 候補者名   | 年齢 | 所属党派   | 新旧 | 得票数    | 得票率 | 惜敗率 | 推薦・支持 | 重複 |
| ---- | ---------- | ---- | ---------- | ---- | --------- | ------ | ------ | ---------- | ---- |
| 当   | 津島淳     | 51   | 自由民主党 | 前   | 103,177票 | 54.93% | ――     | 公明党     | ○    |
|      | 升田世喜男 | 60   | 希望の党   | 前   | 64,173票  | 34.16% | 62.20% |            | ○    |
|      | 赤平勇人   | 27   | 日本共産党 | 新   | 20,497票  | 10.91% | 19.87% |            |      |

時の内閣：第2次安倍改造内閣 解散日：2014年11月21日 公示日：2014年12月2日
当日有権者数：33万5909人 最終投票率：44.71%（前回比：9.69%） （全国投票率：52.66%（6.66%））
| 当落 | 候補者名   | 年齢 | 所属党派   | 新旧 | 得票数   | 得票率 | 惜敗率 | 推薦・支持 | 重複 |
| ---- | ---------- | ---- | ---------- | ---- | -------- | ------ | ------ | ---------- | ---- |
| 当   | 津島淳     | 48   | 自由民主党 | 前   | 66,041票 | 45.06% | ――     | 公明党推薦 | ○    |
| 比当 | 升田世喜男 | 57   | 維新の党   | 新   | 62,254票 | 42.47% | 94.27% |            | ○    |
|      | 吉俣洋     | 40   | 日本共産党 | 新   | 18,274票 | 12.47% | 27.67% |            |      |

時の内閣：野田第3次改造内閣 解散日：2012年11月16日 公示日：2012年12月4日
当日有権者数：34万697人 最終投票率：54.40%（前回比：12.27%） （全国投票率：59.32%（9.96%））
| 当落 | 候補者名   | 年齢 | 所属党派     | 新旧 | 得票数   | 得票率 | 惜敗率 | 推薦・支持   | 重複 |
| ---- | ---------- | ---- | ------------ | ---- | -------- | ------ | ------ | ------------ | ---- |
| 当   | 津島淳     | 46   | 自由民主党   | 新   | 73,237票 | 40.47% | ――     | 公明党推薦   | ○    |
|      | 升田世喜男 | 55   | 日本維新の会 | 新   | 47,400票 | 26.19% | 64.72% |              | ○    |
|      | 横山北斗   | 49   | 日本未来の党 | 前   | 32,050票 | 17.71% | 43.76% | 新党大地推薦 | ○    |
|      | 波多野里奈 | 39   | 民主党       | 新   | 17,066票 | 9.43%  | 23.30% |              | ○    |
|      | 斎藤美緒   | 32   | 日本共産党   | 新   | 11,217票 | 6.20%  | 15.32% |              |      |

時の内閣：麻生内閣 解散日：2009年7月21日 公示日：2009年8月18日
当日有権者数：34万6953人 最終投票率：66.67%（前回比：0.29%） （全国投票率：69.28%（1.77%））
| 当落 | 候補者名   | 年齢 | 所属党派   | 新旧 | 得票数    | 得票率 | 惜敗率 | 推薦・支持 | 重複 |
| ---- | ---------- | ---- | ---------- | ---- | --------- | ------ | ------ | ---------- | ---- |
| 当   | 横山北斗   | 45   | 民主党     | 前   | 101,290票 | 44.47% | ――     |            | ○    |
|      | 津島淳     | 42   | 無所属     | 新   | 68,910票  | 30.25% | 68.03% |            | ×    |
|      | 升田世喜男 | 52   | 無所属     | 新   | 35,283票  | 15.49% | 34.83% |            | ×    |
|      | 渡辺英彦   | 69   | 社会民主党 | 新   | 12,847票  | 5.64%  | 12.68% |            | ○    |
|      | 吉俣洋     | 35   | 日本共産党 | 新   | 7,976票   | 3.50%  | 7.87%  |            | ○    |
|      | 上田一博   | 59   | 幸福実現党 | 新   | 1,483票   | 0.65%  | 1.46%  |            |      |

- 升田は平沼グループに所属。

時の内閣：第2次小泉改造内閣 解散日：2005年8月8日 公示日：2005年8月30日
当日有権者数：35万5424人 最終投票率：66.38%（前回比：7.97%） （全国投票率：67.51%（7.65%））
| 当落 | 候補者名   | 年齢 | 所属党派   | 新旧 | 得票数   | 得票率 | 惜敗率 | 推薦・支持 | 重複 |
| ---- | ---------- | ---- | ---------- | ---- | -------- | ------ | ------ | ---------- | ---- |
| 当   | 津島雄二   | 75   | 自由民主党 | 前   | 94,072票 | 40.42% | ――     |            |      |
| 比当 | 横山北斗   | 41   | 民主党     | 新   | 79,323票 | 34.08% | 84.32% |            | ○    |
|      | 升田世喜男 | 48   | 無所属     | 新   | 26,380票 | 11.33% | 28.04% |            | ×    |
|      | 渋谷哲一   | 43   | 無所属     | 新   | 12,636票 | 5.43%  | 13.43% |            | ×    |
|      | 仲谷良子   | 65   | 社会民主党 | 新   | 11,521票 | 4.95%  | 12.25% |            | ○    |
|      | 高柳博明   | 35   | 日本共産党 | 新   | 8,832票  | 3.79%  | 9.39%  |            |      |

時の内閣：第1次小泉第2次改造内閣 解散日：2003年10月10日 公示日：2003年10月28日
当日有権者数：35万6913人 最終投票率：58.41%（前回比：4.13%） （全国投票率：59.86%（2.63%））
| 当落 | 候補者名 | 年齢 | 所属党派   | 新旧 | 得票数   | 得票率 | 惜敗率 | 推薦・支持 | 重複 |
| ---- | -------- | ---- | ---------- | ---- | -------- | ------ | ------ | ---------- | ---- |
| 当   | 津島雄二 | 73   | 自由民主党 | 前   | 81,511票 | 39.70% | ――     |            |      |
|      | 横山北斗 | 40   | 無所属     | 新   | 74,799票 | 36.43% | 91.77% |            | ×    |
|      | 戸来勉   | 50   | 民主党     | 新   | 15,736票 | 7.66%  | 19.31% |            | ○    |
|      | 今村修   | 61   | 社会民主党 | 元   | 14,123票 | 6.88%  | 17.33% |            | ○    |
|      | 松森俊逸 | 47   | 無所属     | 新   | 12,119票 | 5.90%  | 14.87% |            | ×    |
|      | 畑中孝之 | 40   | 日本共産党 | 新   | 7,010票  | 3.41%  | 8.60%  |            |      |

時の内閣：第1次森内閣 解散日：2000年6月2日 公示日：2000年6月13日
当日有権者数：35万5099人 最終投票率：54.28%（前回比：3.46%） （全国投票率：62.49%（2.84%））
| 当落 | 候補者名 | 年齢 | 所属党派   | 新旧 | 得票数   | 得票率 | 惜敗率 | 推薦・支持 | 重複 |
| ---- | -------- | ---- | ---------- | ---- | -------- | ------ | ------ | ---------- | ---- |
| 当   | 津島雄二 | 70   | 自由民主党 | 前   | 96,691票 | 51.39% | ――     |            |      |
|      | 今村修   | 58   | 社会民主党 | 元   | 40,706票 | 21.64% | 42.10% |            | ○    |
|      | 戸来勉   | 46   | 民主党     | 新   | 34,645票 | 18.41% | 35.83% |            | ○    |
|      | 堀幸光   | 52   | 日本共産党 | 新   | 16,094票 | 8.55%  | 16.64% |            |      |

- 戸来は第41回で2区から出馬し落選。

時の内閣：第1次橋本内閣 解散日：1996年9月27日 公示日：1996年10月8日
当日有権者数：34万8457人 最終投票率：57.74% （全国投票率：59.65%（8.11%））
| 当落 | 候補者名 | 年齢 | 所属党派   | 新旧 | 得票数   | 得票率 | 惜敗率 | 推薦・支持 | 重複 |
| ---- | -------- | ---- | ---------- | ---- | -------- | ------ | ------ | ---------- | ---- |
| 当   | 津島雄二 | 66   | 自由民主党 | 前   | 86,411票 | 43.63% | ――     |            |      |
|      | 工藤隆一 | 46   | 新進党     | 新   | 71,999票 | 36.36% | 83.32% |            |      |
|      | 今村修   | 54   | 社会民主党 | 前   | 24,075票 | 12.16% | 27.86% |            | ○    |
|      | 富樫秀雄 | 62   | 日本共産党 | 新   | 15,548票 | 7.85%  | 17.99% |            |      |